# 朱阜
朱阜（1640年4月21日—1707年12月18日），榜姓李，行睿八十九，名用修，更名阜，字子本，又字即山，號菘畦，浙江省山陰縣人，由翰林院庶吉士，歷官中大夫，詹事府少詹事兼翰林院侍講學士加一級，誥授中憲大夫，欽賜文學老成匾音。